# 田島好一
 田島 好一（たじま こういち、1935年〈昭和10年〉8月1日 - 2018年〈平成30年〉11月22日）は、日本のバリトン歌手。元藤原歌劇団正団員。
国立音楽大学名誉教授。元昭和音楽大学音楽学部教授。元徳島文理大学音楽学部教授。
国立音楽大学音楽学部声楽科卒業。サンタ・チェチーリア音楽院卒業。東京都出身。

## 生涯
東京都出身。1958年（昭和33年）、国立音楽大学音楽学部声楽科を卒業し、1965年（昭和40年）にサンタ・チェチーリア音楽院を卒業した。これまでに声楽を井上貞一、ジョルジュ・ファヴァレット、ロメオ・アルドゥイーニに師事する。
1958年（昭和33年）のウィーンでの第7回世界平和友好祭音楽コンクールに日本代表として参加して入賞し、1965年（昭和40年）のジュネーヴ国際音楽コンクールで2位、バルセロナのフランシスコ・ビニャス国際コンクールで2位、ベニャミーノ・ジーリ国際コンクールで1位グランプリとなる。
1966年（昭和41年）に帰国し、藤原歌劇団に所属して「運命の力」、「椿姫」、「セビリアの理髪師」、「ラ・ボエーム」、「道化師」、「ドン・カルロ」など数多くのオペラに出演した。
1982年（昭和57年）に国立音楽大学音楽学部の教授に就任し、2005年（平成17年）に昭和音楽大学音楽学部の教授に就任する。また日本オペラ振興会評議員、日伊音楽協会評議員、神奈川混声合唱団などを歴任した。
2018年（平成30年）11月22日、死去。享年83 。

## 受賞
- 1958年 - 第27回音楽コンクール声楽部門入選[4]
- 1958年 - ウィーン平和友好祭コンクール第3位[4]
- 1965年 - ジュネーヴ国際音楽コンクール第2位[4]
- 1965年 - ジーリ国際音楽コンクール第1位グランプリ[4]
- 1965年 - バルセロナ国際声楽コンクール第2位[4]
- 1965年 - フランシスコ・ビニャス国際声楽コンクール第2位[4]